# قلعه‌نجفعلی‌خان
قلعه‌نجفعلی‌خان، روستایی از توابع بخش ماهیدشت شهرستان کرمانشاه در استان کرمانشاه ایران است.در گویش افراد محلی به آن قلا میگویند.بنای قلعه توسط شخصی به نام مصطفی قلی بیگ معروف به موبدخان پدرِپدربزرگ نجف علی خان در حدود ۱۸۰ سال قبل بنا نهاده میشود
شروع ساخت قلعه در اواخر سلطنت کریم خان زند بوده ولی بعدها بعلت سقوط زندیه نیمه تمام میماند
این قلعه چون یک قلعه امارتی و شاهانه نبوده بشکل مدور بوده و دارای سه دروازه یکی برای ورود افراد یکی برام ورود احشام و دیگری برای ورود محصولات کشاورزی بوده است
نجفعلی خان زنگنه فرزند حاجی مرتضی قلیخان و نوه الله قلی خان رکن الدوله حاکم کرمانشاه بوده
نجفعلی خان زنگنه رئیس امور عشایری غرب کشور و همچنین میرآخور(مسئول اصطبل شاه)در دوران ناصرالدین شاه قاجار در سال ۱۲۳۰ شمسی بوده است اولین ساکنان این روستا افرادی از مردم سنجابی بودند بعدها به علت درگیری بین ایل زنگنه و ایل سنجابی در حدود سال۱۲۴۰ قلعه را ترک میکنند و به منطقه کوزران میروند
در زمان نجف علی خان ابتدا طایفه صفرعلی در قلعه ساکن بودند ولی بعلتی نامعلوم به منطقه برنجان میاندربند تبعید میشوند در همان زمان افرادی از طایفه بنام روسگه (رستم) که احتمالا بعلت درگیری با خان کارزان ایلام به اینجا آمده بودند با خان گفتگو میکنند و باهم توافق میکنند و در قلعه ساکن میشوند حدودا در همان زمان طایفه آخگه (آقا)هم که از کرکوک عراق آنده بودند و اصالتی زرنه ای داشتند به این روستا می آیند و همچنین طایفه خوشگه (خوشیار)که گویا خواهرزاده یا برادرزاده طایفه آخگه میباشند بعداز سال ۱۲۴۰ در طی ۵سال به قلعه می آیند و در آنجا ساکن میشوند بعداز چند سال طایفه صفرعلی در زمان کلبعلی خان سرتیپ زنگنه فرزند نجفعلی خان مجددا ب قلعه بازمیگردندهم اکنون نوادگان روسگه با شهرت رستمی و اسکندری ونوادگان آخگه با شهرت سلیمی قلعه و جمشیدی و قمرتبار و نوادگان صفرعلی باشهرت صفری در این روستا ساکن هستندو بعدها سایر طوایف و خانواده ها ازجمله خانواده محمدی،آرام ،حسن زاده،حیدری،بخشی و ...به مرور به قلعه می آیند و ساکن میشوند از بزرگان این روستا میتوان به کدخدابابا و کدخدا اسماعیل و حاج خلیل و کدخدامحمدرحیم اشاره کرد گویش اکثر مردم کوردی کلهری میباشد و جمعیت آن حدود۴۰۰ نفر میباشد

## جمعیت
این روستا در دهستان ماهیدشت قرار دارد و براساس سرشماری مرکز آمار ایران  جمعیت آن ۴۲۰نفر (۱۱۰خانوار) بوده‌است.